# Tharot
Tharot település Franciaországban, Yonne megyében. Lakosainak száma 111 fő (2022. január 1.). Tharot Annay-la-Côte, Annéot és Girolles községekkel határos.

## Népesség
A település népessége az elmúlt években az alábbi módon változott:
| Lakosok száma | 92   | 93   | 98   | 93   | 97   | 100  | 104  | 106  | 111  |
|               | 2013 | 2015 | 2016 | 2017 | 2018 | 2019 | 2020 | 2021 | 2022 |